# Gonjeva
 Gonjeva  falu Horvátországban Zágráb megyében. Közigazgatásilag Klinča Selához tartozik.

## Fekvése
Zágráb központjától 24 km-re délnyugatra, községközpontjától 6 km-re északnyugatra a Plešivica-hegység délkeleti lejtőin fekszik.

## Története
A település története során mindvégig az okicsi uradalomhoz és plébániához tartozott és ehhez a plébániához tartozik ma is.
A falunak 1857-ben 95, 1910-ben 120 lakosa volt. Trianon előtt Zágráb vármegye Jaskai járásához tartozott. 2001-ben a falunak 52  lakosa volt.

## Lakosság
| Lakosság változása | Lakosság változása | Lakosság változása | Lakosság változása | Lakosság változása | Lakosság változása | Lakosság változása | Lakosság változása | Lakosság változása | Lakosság változása | Lakosság változása | Lakosság változása | Lakosság változása | Lakosság változása | Lakosság változása |
| ------------------ | ------------------ | ------------------ | ------------------ | ------------------ | ------------------ | ------------------ | ------------------ | ------------------ | ------------------ | ------------------ | ------------------ | ------------------ | ------------------ | ------------------ |
| 1857               | 1869               | 1880               | 1890               | 1900               | 1910               | 1921               | 1931               | 1948               | 1953               | 1961               | 1971               | 1981               | 1991               | 2001               |
| 95                 | 114                | 116                | 113                | 112                | 120                | 117                | 141                | 110                | 103                | 93                 | 78                 | 54                 | 56                 | 52                 |

## Külső hivatkozások
Klinča Sela község hivatalos oldala